# 鳊
鳊为輻鰭魚綱鯉形目鯝科鳊属的鱼类，俗名鳊鱼、长身鳊、鳊花。在中国，分布于自黑龙江流域至海南省、自上海崇明至四川重庆的江河湖泊水体中等，本魚體呈菱形且側扁，腹棱完全，頭小，吻短，口端位，眼中等大，無觸鬚，體被中圓鱗，側線完全，背鰭末根不分枝鰭條變硬，胸鰭尖，末端不達腹鰭起點，尾鰭深分叉，體側及背部青灰色，背鰭及尾鰭灰色，體長可達55公分，體重可達4.1公斤，壽命可達17年，以水生植物為食。该物种的模式产地在长春，北京。在中國，是重要的經濟性食用魚及養殖魚類。